# Verónica Lynn
Verónica Lynn (Pinar del Río, 7 de mayo de 1931) es una actriz y directora de teatro cubana con una extensa trayectoria en el cine, el teatro, la radio y la televisión de ese país. Junto con su esposo, el también actor Pedro Álvarez, fundó el grupo teatral Trotamundos en 1989.

## Carrera
La carrera de Lynn inició en la década de 1950 principalmente en el teatro, participando en una gran cantidad de obras entre las décadas de 1950 y 1960. En 1971 registró su primera aparición en el cine cubano, en la película de Tomás Gutiérrez Alea Una pelea cubana contra los demonios. Retornó al cine en 1985 para interpretar el papel protagónico de Susana en Lejanía y cuatro años después figuró en el largometraje de Enrique Pineda Barnet La bella del Alhambra. Su personaje de Doña Teresa en la telenovela de 1985 Sol de batey gozó de popularidad en su país natal.
En la década de 1990 registró apariciones en varios largometrajes, entre los que destacan Mujer transparente, Amores, Historias clandestinas en La Habana y Estorvo. Siguió vinculada al teatro, aunque principalmente en la faceta de dramaturga y directora del grupo Trotamundos, con el que produjo varias obras. En las décadas de 2000 y 2010 actuó en largometrajes como Las noches de Constantinopla, La anunciación, La pared de las palabras, Papa: Hemingway in Cuba y Sin alas, además de participar en varios cortometrajes. En 2017 protagonizó la película dramática Candelaria, dirigida por el cineasta colombiano Jhonny Hendrix Hinestroza. Su desempeño le valió una nominación a los Premios Macondo en la categoría de mejor actriz principal en 2019. Ese mismo año recibió el Premio Especial Honorífico de Actuación Enrique Almirante por su extensa carrera en las artes dramáticas.

## Filmografía destacada

### Cine
- 1972 - Una pelea cubana contra los demonios
- 1985 - Lejanía
- 1989 - La bella del Alhambra
- 1990 - Adriana (corto)
- 1990 - Mujer transparente
- 1994 - Amores
- 1995 - Divas, por amor
- 1997 - Historias clandestinas en La Habana
- 1999 - Aire frío
- 2000 - Estorvo
- 2001 - Video de familia
- 2001 - Las noches de Constantinopla
- 2002 - Rosa la China
- 2003 - Paraíso extraviado (corto)
- 2004 - ...En fin, el mar
- 2005 - California (corto)
- 2007 - Canción para Rachel
- 2008 - La anunciación
- 2011 - Solo hay una (corto)
- 2013 - Esther en alguna parte
- 2014 - La pared de las palabras
- 2015 - Papa: Hemingway in Cuba
- 2015 - Sin alas
- 2016 - Aplausos (corto)
- 2017 - 25 horas (corto)
- 2017 - Candelaria
- 2018 - El regreso

### Televisión
- 1985 - Sol de batey
- 1996 - Entre mamparas